# De Erfenis van Thuban
Het Drakenmeisje: De Erfenis van Thuban (oorspronkelijke titel L'Eredità Di Thuban) is een jeugdboek uit 2010 van Licia Troisi. Het is het eerste boek van de Italiaanse Troisi, en het eerste deel uit de serie Het Drakenmeisje.

## Verhaal
Het verhaal speelt zich af in de Italiaanse hoofdstad Rome in een weeshuis in de stad. Daar woont een meisje, Sofia. Ze is twaalf jaar oud en vreest dat ze voor altijd in het weeshuis zal moeten blijven, net als de non, die voor haar en vele andere zorgt.
Op een dag wil een professor haar adopteren. De prof woont in een heel aparte villa met een boom in het midden van de bibliotheek. Al snel merkt ze dat hij al veel van haar weet. Haar vader en de professor waren goede vrienden. Ze smeekt hem dingen te zeggen over haar ouders tot  ze te weten komt dat ze afstamt van draken had ze gewild dat ze het niet gedaan had. Het heeft te maken met de vlek op haar hoofd. Op een dag gaan zij en de professor naar het circus. Ze ontmoeten daar Lidja, ze heeft ook een vlek op haar hoofd net als Sofia alleen in een andere kleur.